# داني بوشامب
داني بوشامب (بالفرنسية: Danny Beauchamp)‏ هو منافس ألعاب قوى سيشلي، ولد في 16 أبريل 1969، وتوفي في 12 نوفمبر 2010.

## وصلات خارجية
- داني بوشامب على موقع الاتحاد الدولي لألعاب القوى (الإنجليزية)
- داني بوشامب على موقع أوليمبيديا (الإنجليزية)
- داني بوشامب على موقع اتحاد ألعاب الكومنولث (مؤرشف) (الإنجليزية)